# Gasthuisstraat (Zaltbommel)
De Gasthuisstraat  is een kleine winkelstraat in de stad Zaltbommel in de Nederlandse provincie Gelderland. De straat loopt vanaf de Bloemendaal en de Kerkstraat tot de Waterstraat, Boschstraat en de Markt. Zijstraten van de Gasthuisstraat zijn de Korte Steigerstraat en de Oude Vischmarkt. De Gasthuisstraat is ongeveer 160 meter lang.
Aan de Gasthuisstraat bevinden zich verschillende rijksmonumentale huizen, waaronder op nummer 34 de Gasthuiskapel uit de 14e eeuw, waarvan de toren er in 1475 is bijgebouwd. De Gasthuiskapel is al enige jaren gesloten en dient thans als cultureel centrum. De Gasthuisstraat 26 heeft een gevelsteen met reliëf.

## Fotogalerij

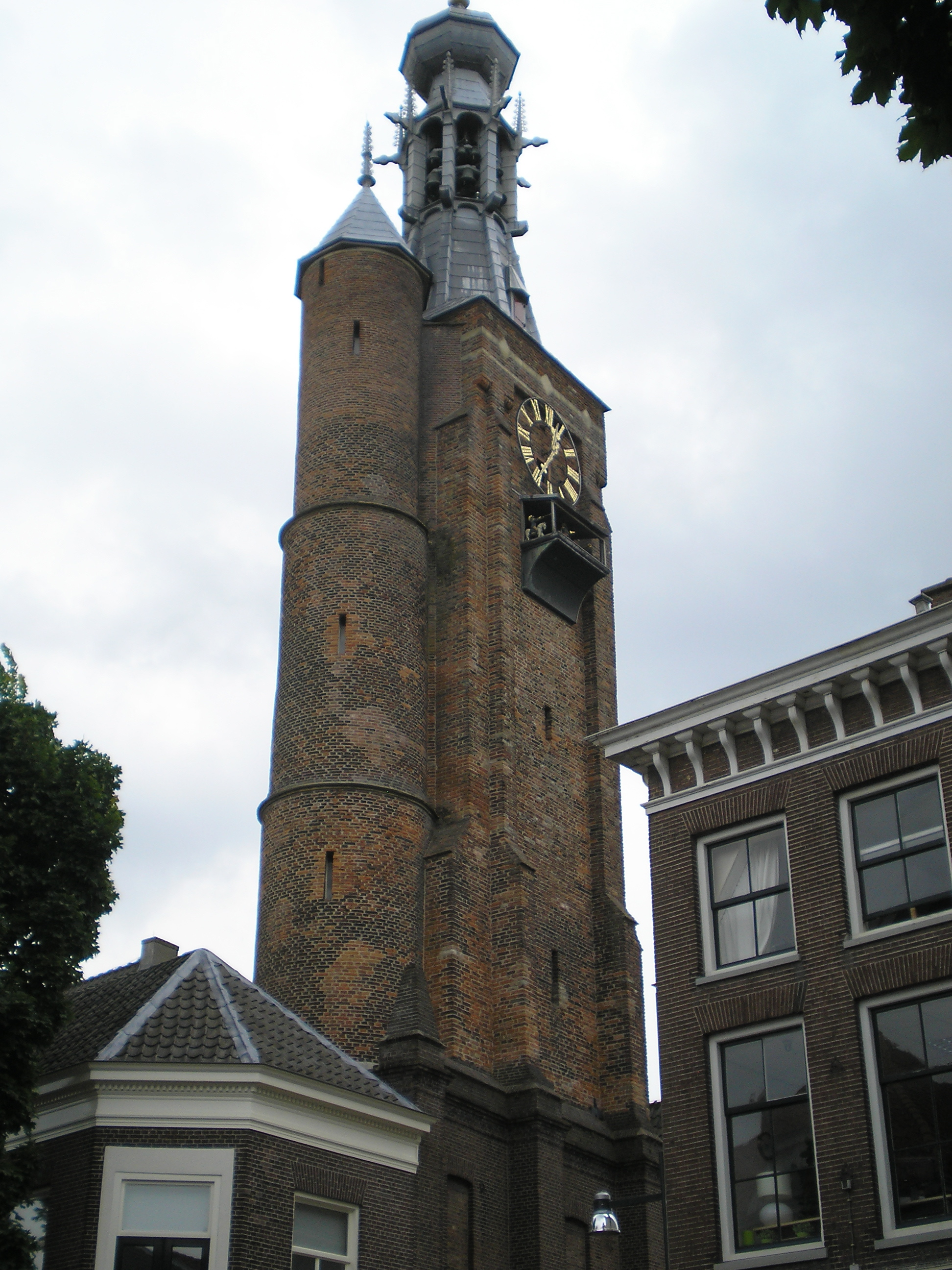
Gasthuiskapel aan de Gasthuisstraat 34 (rijksmonument)
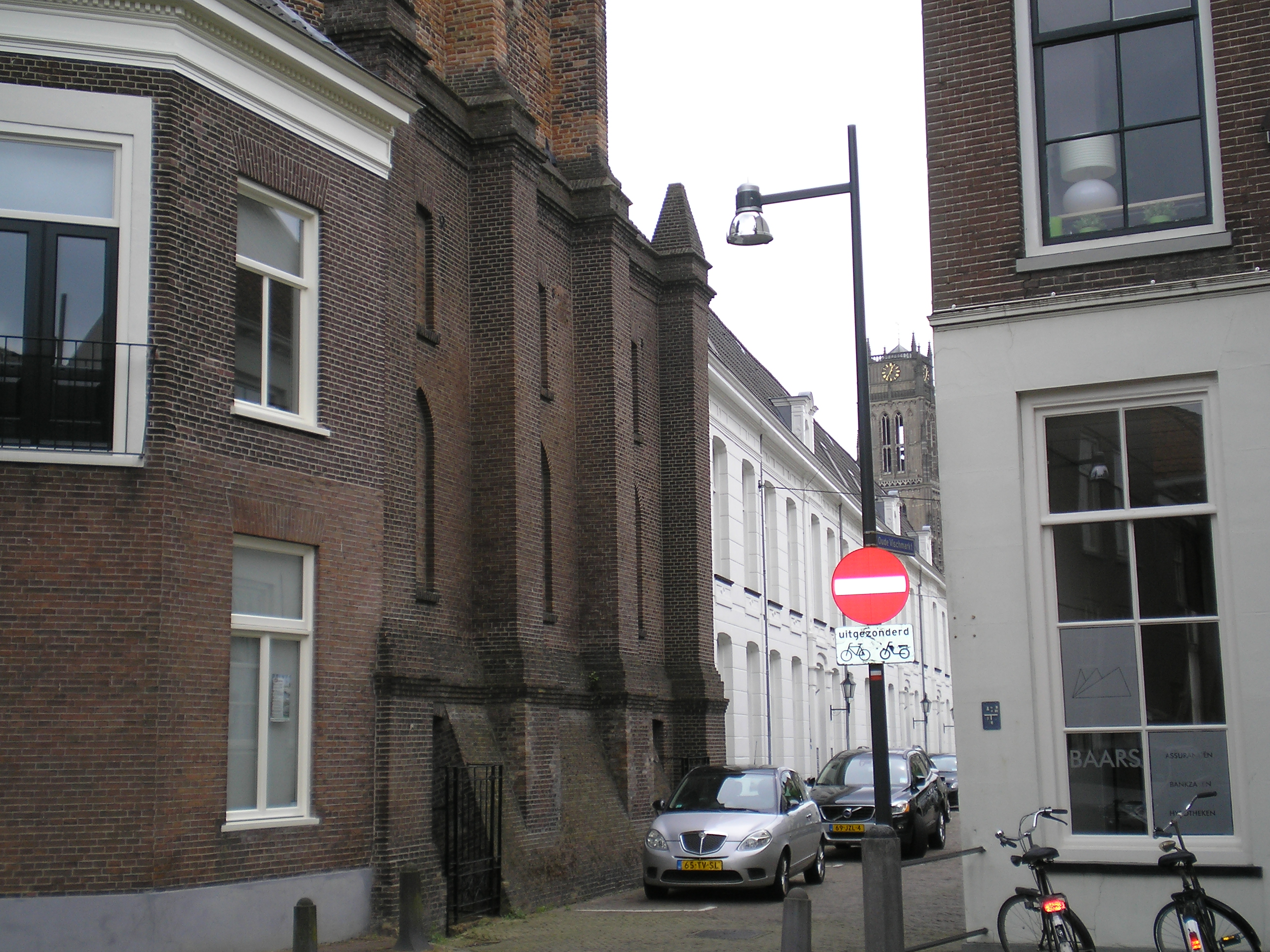
Gasthuiskapel hoek Oude Vischstraat en de Gasthuisstraat, met op de achtergrond de Sint Maartenskerk
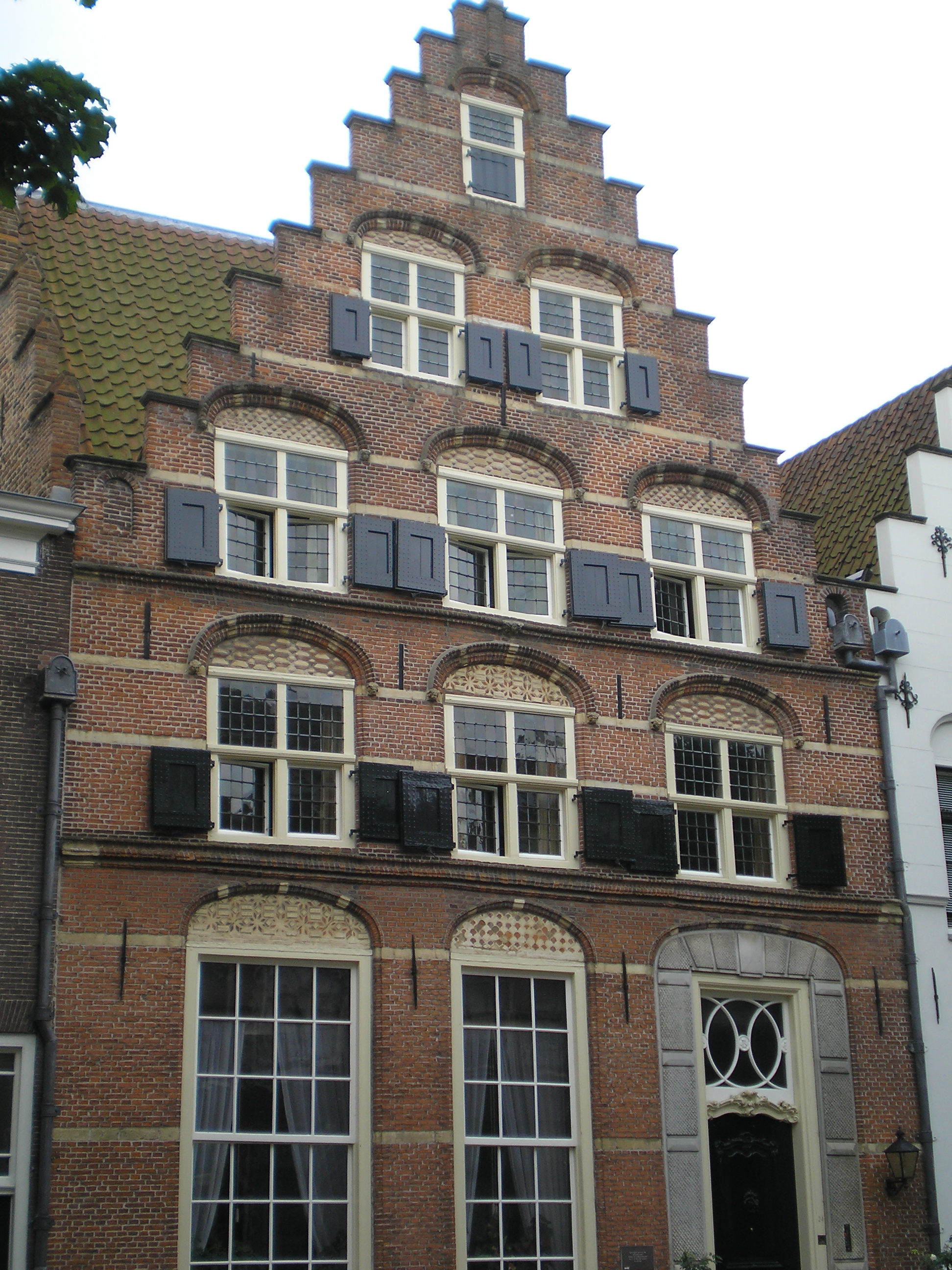
Gasthuisstraat 24 (rijksmonument)
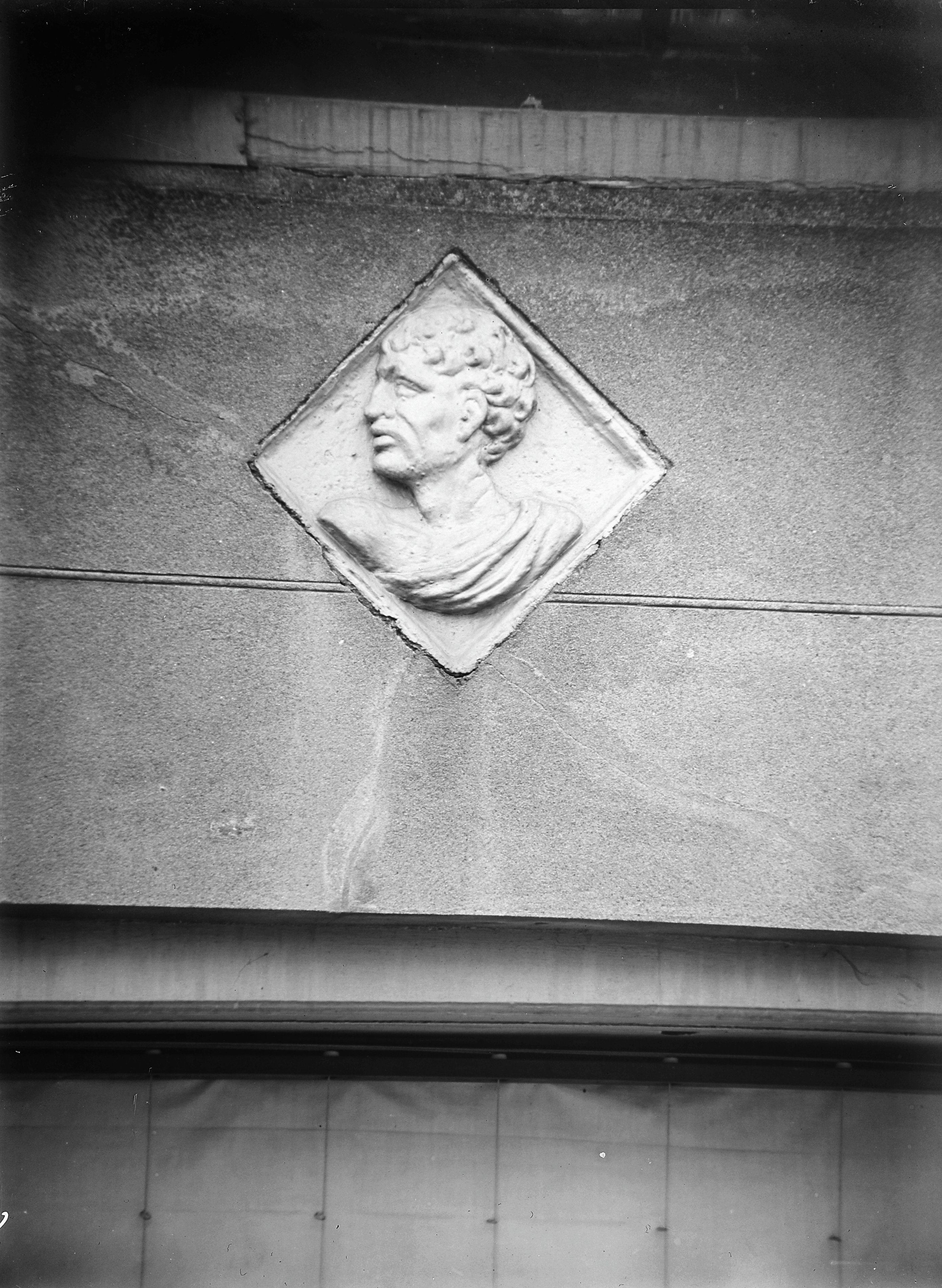
Gevelsteen met reliëf aan de Gasthuisstraat 26

Boschstraat ·
De Virieusingel ·
Gamerschestraat ·
Gasthuisstraat ·
Kerkplein ·
Kerkstraat · 
Korte Steigerstraat ·
Korte Strikstraat ·
Lange Steigerstraat · 
Markt ·
Nieuwstraat ·
Nonnenstraat ·
Oliemolen ·
Oliestraat ·
Steenweg ·
Tolstraat · 
Vismarkt · 
Waalkade · 
Waterstraat · 
Zandstraat